# Радомирка Рада Шарић
Радомирка Рада Шарић (Јајце, 29. септембра 1984) српска је позоришна и филмска глумица.

## Живот и каријера
По завршеном основном и средњем школовању похађала је наставу глуме у Школи глуме, филмске и позоришне режије „Први кораци“  у Београду у класи Милорада Мандића Манде. Након успешно положеног пријемног испита на Академији лепих уметности и мултимедија, започела је студије на Факултету савремених уметности, Драмска умeтност одсек Глума, у класи Божидара Ђуровића и асистента Ненада Маричића, на коме је дипломирала 2019. године.
Од 2016. године члан је позоришта Портал.  Живи и ради у Београду.

## Представе и наступи у школским програмима
Још као студент учестовала је у многим представама, и наступима предвиђеним школским програмом:
2016. година
- Галеб (Чехов),  лик Паулина

2017. година
- Трамвај звани жеља  (Т. W.) лик Бланш

2016. година
- Ричард III  (Шексипр), лик Елизабета
- Сан летње ноћи (Шексипр),  лик Xeлена
- Зла жена (Стерија), лик Пела
- Маска (Црњански), лик Глумица
- Ујкин сан (Достојевски), лик Зина
- Нора (Ибзен), лик Нора
- Женидба (Гогољ)  лик Агафија

2019. година
- Андромаха ( Еурипид), лик Андромаха 2019. Еурипид,

## Филмске и позоришне креације
2021. година
- Филм Одлука (Бранка Бешевић Гајић) - лик Ана
- Филм интерактивни Одлука (Бранка Бешевић Гајић) - лик Ана
- Филм Милојев дар (Владимира Ђорђевића) - лик Десанка    .

2019. година
- Серија Ургентни центар - лик Јелена.[2]

2018. година
- Представа Шекспиров рат ( В. Шекспир) лик Маргарета q
- Представа Догађа се у Србији сада и увек(Б. Нушић), лик Сарка
- Представа Божићна прича (Дејан Алексић),лик Зла жена

2017. година
- Представа На слово на слово
- Реклама за сајам
- Првомајски перформанс и реклама за сајам

2016. година
- Представа Три прасета

## Награде и признања
- 2021. - Филмско бдење душе - За улогу (главна улога) у филму "Одлука"